# NGC 6871
NGC 6871 es un pequeño y joven cúmulo abierto en la constelación de Cygnus. Este cúmulo tiene tan solo 50 miembros estelares, y bastantes de ellos son estrellas azules y blancas y está a 5150 años luz de la Tierra (aproximadamente)

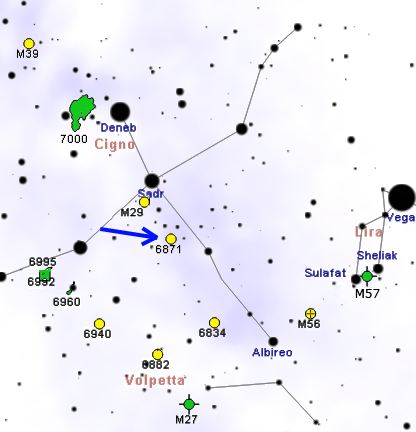
Un mapa que muestra la localización de este cúmulo abierto y sus objetos celestes más cercanos, estrellas, galaxias, constelaciones, etc